# Fotbollsgalan 2019
Fotbollsgalan 2019 arrangerades i Hovet i Stockholm måndagen den 11 november 2019 och var den 25:e fotbollsgalan sedan premiäråret 1995. Den direktsändes i TV4.
Programledare var Pär Lernström, som befann sig på plats i Globen, och Frida Nordstrand som medverkade via länk från Cypern där hon befann sig med Sveriges herrlandslag, som hade åkt dit för träningsläger.
Enligt uppgifter till Sportexpressen var galan ursprungligen tänkt att hållas i Globen, men Svenska Fotbollförbundet hann inte boka Globen i rättan tid.

## Priser
| Pris                                      | Vinnare |
| ----------------------------------------- | --- |
| Guldbollen                                | Victor Nilsson Lindelöf, Manchester United                                                                                   |
| Diamantbollen                             | Caroline Seger, FC Rosengård                                                                                                 |
| Årets Number 10-stipendium                | Gatans Lag |
| Årets back (dam)                          | Linda Sembrant, Montpellier Hérault/Juventus                                                                                 |
| Årets back (herr)                         | Victor Nilsson Lindelöf, Manchester United                                                                                   |
| Fotbollskanalens hederspris               | Sven-Göran Eriksson |
| Årets målvakt (dam)                       | Hedvig Lindahl, Chelsea/VfL Wolfsburg                                                                                        |
| Årets målvakt (herr)                      | Robin Olsen, AS Roma/Cagliari Calcio                                                                                         |
| Årets mittfältare (dam)                   | Caroline Seger, FC Rosengård                                                                                                 |
| Årets mittfältare (herr)                  | Emil Forsberg, RB Leipzig |
| Årets anfallare (dam)                     | Kosovare Asllani, Linköpings FC/CD Tacón                                                                                     |
| Årets anfallare (herr)                    | Zlatan Ibrahimović, Los Angeles Galaxy                                                                                       |
| Mest värdefulla spelaren i Damallsvenskan | Anna Anvegård, Växjö DFF/FC Rosengård                                                                                        |
| Mest värdefulla spelaren i Allsvenskan    | Marcus Danielson, Djurgårdens IF                                                                                             |
| Årets Fairplay-pris                       | Örebro SK (Allsvenskan), FC Rosengård (Damallsvenskan), Assi IF och Lidköpings FK (Elitettan) samt Halmstads BK (Superettan) |
| Årets tränare (dam)                       | Stefan Ekstrand och Thomas Mårtensson, Vittsjö GIK                                                                           |
| Årets tränare (herr)                      | Kim Bergstrand och Thomas Lagerlöf, Djurgårdens IF                                                                           |
| Årets domare (dam)                        | Tess Olofsson |
| Årets domare (herr)                       | Glenn Nyberg |
| Årets genombrott (dam)                    | Hanna Bennison, FC Rosengård                                                                                                 |
| Årets unga domare (dam)                   | Moa Wettby |
| Årets unga domare (herr)                  | Ali Shahedy Fard |
| Årets futsalspelare (dam)                 | Nazanin Vaseghpanah, Falcao                                                                                                  |
| Årets futsalspelare (herr)                | Kristian Legiec, IFK Uddevalla/Örebro SK                                                                                     |
| Årets Skyttekung (Allsvenskan)            | Mohamed Buya Turay (Djurgårdens IF) - 15 mål                                                                                 |
| Årets Skyttekung (Superettan)             | Erik Björndahl (Degerfors IF) - 20 mål                                                                                       |
| Årets Skyttedrottning (Damallsvenskan)    | Anna Anvegård (FC Rosengård) - 14 mål                                                                                        |
| Årets Skyttedrottning (Elitettan)         | Hayley Dowd (Morön BK) - 33 mål                                                                                              |
| Gunnar Nordahl-stipendiet                 | Östers IF |